# ホースカー

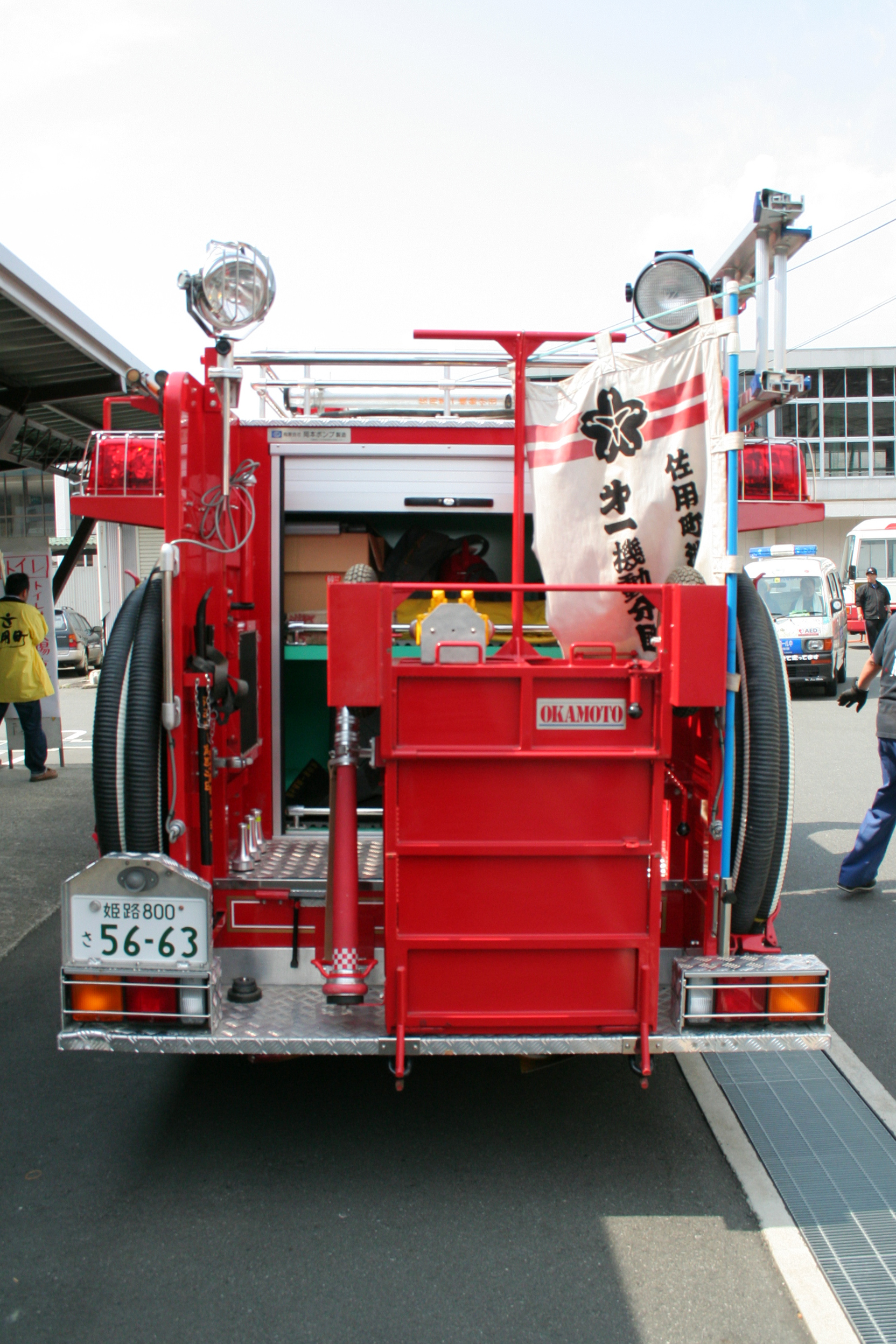
車輪を畳んだホースカーを搭載した消防車

ホースカーとは、消火活動の際に使われるリヤカー。

## 概要
ポンプ車等消火活動に直接従事する消防車に搭載され、消火活動の時にホースの移動や延長を円滑に行えるように使用される。

### 種類
- リール型(ボビン型)[2] ホースを巻き付けたリールの両側に車輪を供えた型。 後述の箱型の様に多用途に使えないデメリットがある。
- 箱型 ホースを畳んだ状態で格納した型。 車体の上部に囲いを付けた蓋をする事で他の資機材を運ぶことが出来る型がある。
- 自走型/アシスト型 動力(エンジン、バッテリー)が備わっている型。前者は消防吏員が搭乗して操縦しホース延長を行う。

### 水管車(ホース延長車)
消防車の一種で広義的にはホースカーの種類に含まれる。『水管車』は消火用ホースの搬送に特化した消防車だが『ホース延長車』は大規模火災対応用に大口径送水ホースの延長・回収に特化した消防車である。